# 烏法河
烏法河是俄羅斯的河流，位於烏拉山脈、車里雅賓斯克州、斯維爾德洛夫斯克州和巴什科爾托斯坦共和國，屬於別拉亞河的支流，河道全長918公里，流域面域53,100平方公里，河流從10月底至5月結冰，河畔城鎮有克拉斯諾烏菲姆斯克和烏法。